# 745492 Saanich
745492 Saanich è un asteroide della fascia principale esterna. Scoperto nel 2003, presenta un'orbita caratterizzata da un semiasse maggiore pari a 2,969233 UA e da un'eccentricità di 0,079618, inclinata di 12,494417° rispetto all'eclittica.
È dedicato alla città di Saanich, in Canada.